# Amoria maculata
Amoria maculata is een slakkensoort uit de familie van de Volutidae. De wetenschappelijke naam van de soort is voor het eerst geldig gepubliceerd in 1822 door Swainson.